# كورتيس لوي
كورتيس لوي (بالإنجليزية: Curtis Lowe)‏ هو عازف ساكسفون أمريكي، ولد في 15 نوفمبر 1919، وتوفي في 29 أكتوبر 1993.